# Языки Марокко
Существует целый ряд языков в Марокко, но есть два официальных языка — арабский литературный язык и тамазигхтский язык (один из берберских диалектов). Марокканский арабский язык (известный как дарижа) является разговорным языком. Престижные языки в Марокко — арабский (в классической и современной форме) и французский языки. Последний служит в качестве второго языка для многих марокканцев. По данным опросов 2000–2002 годов, проведённых Мохой Эннаджи, автор Multilingualism, Cultural Identity, and Education in Morocco пишет: «Существует общее мнение, что стандартный и марокканский арабский язык и берберские языки являются национальными языками». Эннаджи также пришёл к выводу, что «это исследование подтверждает идею, что многоязычие в Марокко является ярким социолингвистическим феноменом, за который выступают многие люди».
Существует от 15 до 18 млн берберо-говорящих людей в Марокко, около 50-65 % населения страны. Французский язык остаётся неофициальным третьим языком Марокко, который широко преподаётся и служит языком торговли и экономики. Он также широко используется в образовании и правительстве. Марокко является членом международной организации «Франкофония».

## Арабский язык

Языки Марокко

Арабский язык является официальным в Марокко, хотя считается марокканским диалектом арабского языка (дарижа), на котором говорят и который понимают, часто в качестве второго языка, большинство населения (около 85 % от общего числа населения). Многие местные берберские носители также говорят на местном арабском варианте. Алея Рушди, автор Language Contact and Language Conflict in Arabic, сообщил, что классический/современный арабский и французский языки постоянно конфликтуют друг с другом, но большинство марокканцев считают, что билингвизм классического арабского и французского языков является наиболее оптимальным выбором для развития Марокко.
В 1995 году число местных носителей арабского языка было примерно 18.800.000 человек (65 % от всего населения), и 21.000.000, включая марокканскую диаспору.
Как член группы диалектов магрибского арабского языка, марокканский арабский язык похож на диалекты, на которых говорят в Мавритании, Алжире, Тунисе, Ливии. В стране видна заметная разница в городских и сельских диалектах. Это связано с историей заселения. Арабы создали центры власти лишь в нескольких городах и портах региона, при том что в других регионах остались берберы. Тогда, в 13 веке, бедуины захватили многие незаселённые территории, распространяясь с арабскими диалектами на неурбанизованных территориях и оставив берберов в отдалённых районах в более горных районах.
| Регион                          | Марокканский арабский | Общее население | % Марокканские носители |
| ------------------------------- | --------------------- | --------------- | ----------------------- |
| Сус-Масса-Драа                  | 1 694 780             | 2 775 953       | 61,05 %                 |
| Восточная область               | 1 487 620             | 1 739 440       | 85,52 %                 |
| Гулимим-Эс-Смара                | 261 109               | 382 029         | 68,35 %                 |
| Мекнес-Тафилалет                | 1 633 122             | 1 926 247       | 84,78 %                 |
| Тадла-Азилаль                   | 1 038 765             | 1 299 536       | 79,93 %                 |
| Марракеш-Тенсифт-Эль-Хауз       | 2 358 910             | 2 765 908       | 85,29 %                 |
| Таза-Эль-Хосейма-Таунат         | 761 182               | 1 613 315       | 50,57 %                 |
| Рабат-Сале-Заммур-Заер          | 2 101 916             | 2 136 636       | 98,38 %                 |
| Фес-Бульман                     | 1 375 766             | 1 418 475       | 96,99 %                 |
| Эль-Аюн-Буждур-Сегиет-эль-Хамра | 181 413               | 219 505         | 82,65 %                 |
| Вади-эд-Дахаб-эль-Кувира        | 53 988                | 64 163          | 84,14 %                 |
| Большая Касабланка              | 3 292 543             | 3 306 334       | 99,58 %                 |
| Танжер-Тетуан                   | 2 199 093             | 2 205 457       | 99,71 %                 |
| Гарб-Шрарда-Бени-Хсен           | 1 653 612             | 1 655 852       | 99,86 %                 |
| Шавия-Уардига                   | 1 476 318             | 1 478 605       | 99,85 %                 |
| Дуккала-Абда                    | 1 765 904             | 1 768 150       | 99,87 %                 |
| Марокко                         | 24 036 041            | 26 755 605      | 89,84 %                 |

#### Хасания
На хасания говорят около 0,7 % населения в основном в южных регионах и спорной территории Западной Сахары. Сообщества носителей в других местах Марокко тоже существуют, особенно в мегаполисах Агадир, Марракеш, Рабат, Касабланка.
| Регион                          | Хасания | Общее население | Носители хасания |
| ------------------------------- | ------- | --------------- | ---------------- |
| Сус-Масса-Драа                  | 13 349  | 2 775 953       | 0,48 %           |
| Восточная область               | 573     | 1 739 440       | 0,03 %           |
| Гулимим-Эс-Смара                | 68 597  | 382 029         | 17,96 %          |
| Мекнес-Тафилалет                | 983     | 1 926 247       | 0,05 %           |
| Тадла-Азилаль                   | 470     | 1 299 536       | 0,04 %           |
| Марракеш-Тенсифт-Эль-Хауз       | 3248    | 2 765 908       | 0,12 %           |
| Таза-Эль-Хосейма-Таунат         | 186     | 1 613 315       | 0,01 %           |
| Рабат-Сале-Заммур-Заер          | 2781    | 2 136 636       | 0,13 %           |
| Фес-Бульман                     | 370     | 1 418 475       | 0,03 %           |
| Эль-Аюн-Буждур-Сегиет-эль-Хамра | 86 926  | 219 505         | 39,60 %          |
| Вади-эд-Дахаб-эль-Кувира        | 13 501  | 64 163          | 21,04 %          |
| Большая Касабланка              | 1778    | 3 306 334       | 0,05 %           |
| Танжер-Тетуан                   | 329     | 2 205 457       | 0,01 %           |
| Гарб-Шрарда-Бени-Хсен           | 526     | 1 655 852       | 0,03 %           |
| Шавия-Уардига                   | 617     | 1 478 605       | 0,04 %           |
| Дуккала-Абда                    | 508     | 1 768 150       | 0,03 %           |
| Марокко                         | 194 742 | 26 755 605      | 0,73 %           |

## Берберские языки

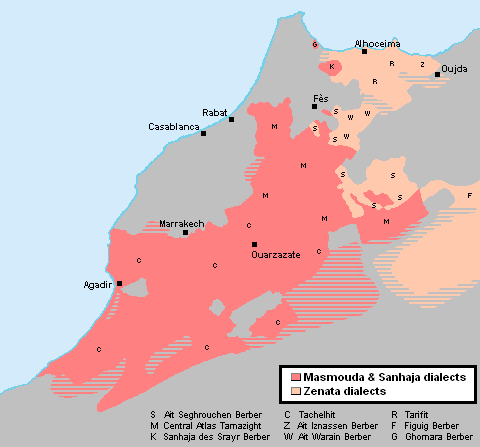
Территории берберов в Марокко

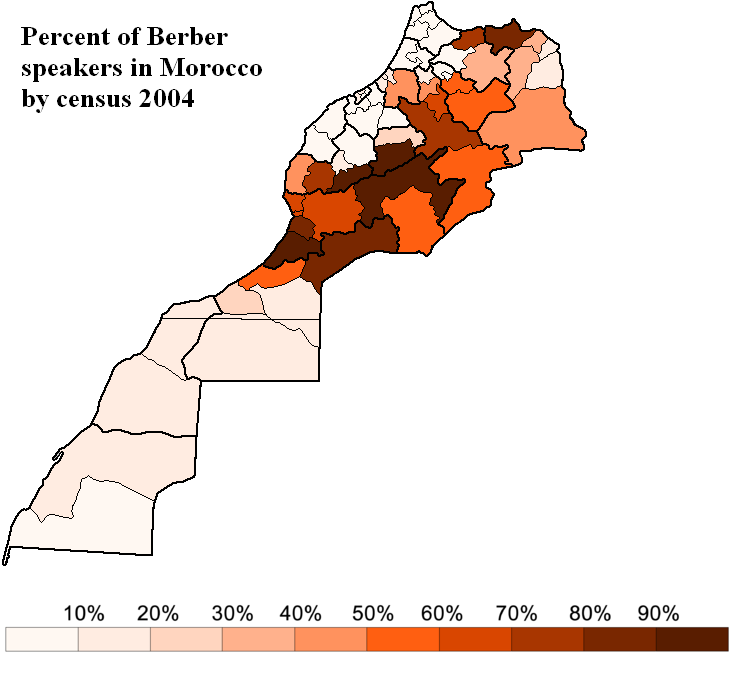
Доля говорящих на берберских языках в областях и провинциях Марокко (по данным переписи 2004 года)

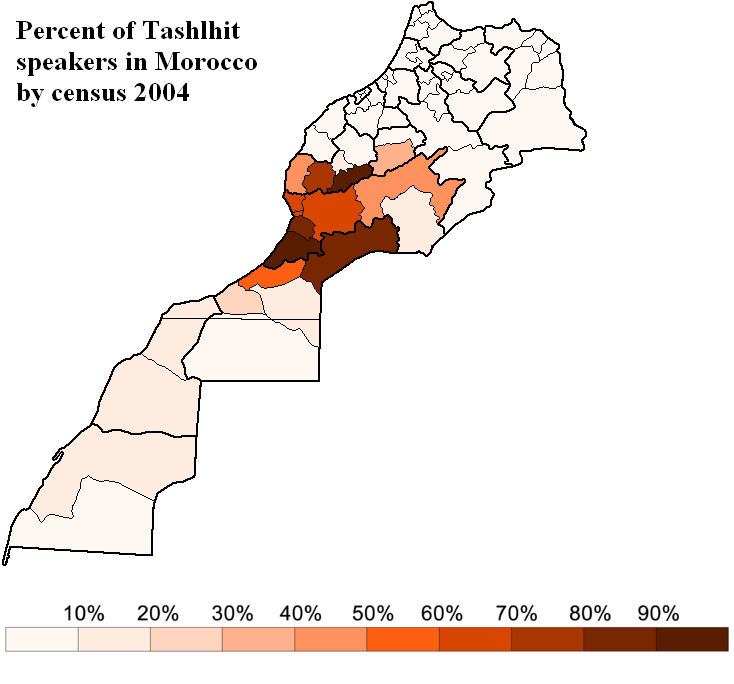
Доля говорящих на шильских языках в областях и провинциях Марокко (по данным переписи 2004 года)

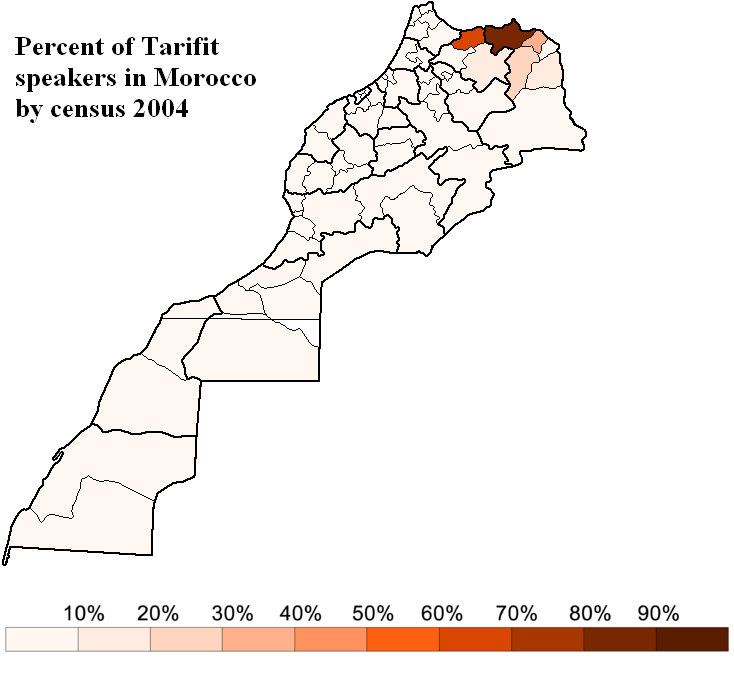
Доля говорящих на рифском языке в областях и провинциях Марокко (по данным переписи 2004 года)

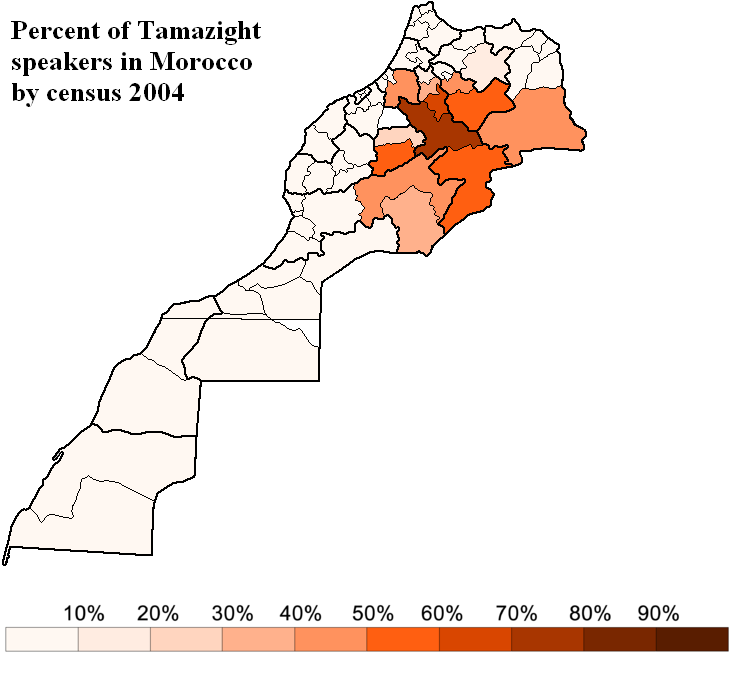
Доля говорящих на тамазигхтских языках в областях и провинциях Марокко (по данным переписи 2004 года)

Точное количество населения, говорящего на берберских языках, трудно подсчитать, так как большинство стран Северной Африки традиционно не записывают языковые данные в своих переписях (исключением была перепись населения Марокко 2004 года). Справочник «Ethnologue» предоставляет полезный отправной пункт. Однако его библиографические ссылки являются недостаточными и оценивают свою точность для территории B-C. Ранние колониальные переписи могут предоставить наилучшие документальные данные для некоторых стран; однако, они также сильно устарели. Количество населения для каждого диалекта трудно оценить.
Берберские языки служат родным языком во многих сельских территориях Марокко. Берберские, а также марокканский арабский язык — два языка, на которых говорят в домах и на улицах. Население не пишет на берберских языках. Алея Рушди, автор «Language Contact and Language Conflict in Arabic», сообщил, что берберские языки используются главным образом в контекстах семьи, дружбы и «улицы». В своём расследовании 2000—2002 годов, Эннаджи обнаружил, что 52 % из опрошенных поставили берберские языки как язык, уступающий арабскому языку, потому что они не имели престижный статус и потому что их домен был ограничен. Эннаджи добавил, что «диалектизация берберского языка точно снижает свою мощь связи и распространения».
Носителей диалекта рифского языка, по оценкам, насчитывалось около 1 500 000 в 1990 году. Диалект распространён на территории Риф на севере страны, и является самым маленьким берберским диалектом в Марокко по числу говорящих.
Шильхские языки считаются наиболее широко распространёнными, так как они охватывают весь регион Сус-Масса-Драа, а также распространены в регионах Марракеш-Тенсифт-Эль-Хауз и Тадла-Азилаль. Исследования, проведённые в 1990 году, показывают около 3 000 000 человек, сосредоточенных на юге Марокко, говорящих на диалекте.
Тамазигхтские языки — второй язык в Марокко. В исследовании Ethnologue 1998 года указано на 3 000 000 человек, говорящих на языке в Марокко. Язык наиболее часто используется в регионах Средний Атлас, Высокий Атлас и на восточных горах Высокого Атласа.
Другие берберские диалекты в Марокко, как диалекты сенхаджа и гомара в горах Рифа, и диалекты южного Орана в Фигуиг (не следует путать с Атлас Шилья).
| Регион                          | Шильхские языки | Тамазигхтские языки | Рифский язык | Общее население | % берберских носителей |
| ------------------------------- | --------------- | ------------------- | ------------ | --------------- | ---------------------- |
| Сус-Масса-Драа                  | 1 717 139       | 313 284             | 3873         | 2 775 953       | 73,28 %                |
| Восточная область               | 48 076          | 85 916              | 741 913      | 1 739 440       | 50,36 %                |
| Гулимим-Эс-Смара                | 182 695         | 6670                | 766          | 382 029         | 49,77 %                |
| Мекнес-Тафилалет                | 37 533          | 843 595             | 33 966       | 1 926 247       | 47,51 %                |
| Тадла-Азилаль                   | 199 092         | 409 446             | 1436         | 1 299 536       | 46,94 %                |
| Марракеш-Тенсифт-Эль-Хауз       | 969 561         | 14 170              | 2372         | 2 765 908       | 35,65 %                |
| Таза-Эль-Хосейма-Таунат         | 18 923          | 111 731             | 338 083      | 1 613 315       | 29,05 %                |
| Рабат-Сале-Заммур-Заер          | 166 658         | 268 687             | 14 965       | 2 136 636       | 21,08 %                |
| Фес-Бульман                     | 23 138          | 217 845             | 15 275       | 1 418 475       | 18,07 %                |
| Эль-Аюн-Буждур-Сегиет-эль-Хамра | 28 352          | 6569                | 891          | 219 505         | 16,31 %                |
| Вади-эд-Дахаб-эль-Кувира        | 6910            | 3214                | 296          | 64 163          | 16,24 %                |
| Большая Касабланка              | 367 558         | 25 067              | 9036         | 3 306 334       | 12,15 %                |
| Танжер-Тетуан                   | 26 783          | 11 963              | 98 780       | 2 205 457       | 6,24 %                 |
| Гарб-Шрарда-Бени-Хсен           | 37 162          | 13 816              | 6105         | 1 655 852       | 3,45 %                 |
| Шавия-Уардига                   | 40 858          | 8308                | 1435         | 1 478 605       | 3,42 %                 |
| Дуккала-Абда                    | 24 367          | 3656                | 1794         | 1 768 150       | 1,69 %                 |
| Марокко                         | 3 894 805       | 2 343 937           | 1 270 986    | 26 755 605      | 28,07 %                |

## Французский язык
В Марокко французский язык — один из двух престижных языков, часто используется в бизнесе, дипломатии и правительстве. Французский служит как лингва франка. Алея Рушди, автор Language Contact and Language Conflict in Arabic, сообщил, что «для всех практических целей французский используется как второй язык».
Нет конкретного числа франко-говорящих в Марокко. Согласно организации Франкофония, 33 % марокканцев говорят по-французски, среди них 13,5 % полностью франкоязычные. По данным переписи населения 2004 года, почти 69 % грамотных людей могут писать и читать на французском языке.

## Испанский язык
Около 5 млн марокканцев говорят по-испански. На испанском в основном говорят на севере Марокко и в Испанской Сахаре, потому что эти территории раньше были колониями Испании.
Испанский начал сдавать обороты после того, как Маррокко объявила о своей независимости. Сейчас роль испанского языка всё ещё идёт на убыль, а господствующими языками являются французский и арабский.

## Английский язык
Английский язык быстро становится вторым (после французского) иностранным языком, который молодёжь выбирает для обучения. В результате реформы национального образования, вступившей в силу в конце 2002 года, английский язык будет преподаваться с 7 класса во всех государственных школах. За последнее время интерес к его использованию и изучению вырос.
В Марокко, как и во всём мире, английский язык используется в международной торговле и научных исследованиях. Так же многие марроканцы отдают ему предпочтение из-за того, что в нём нет никаких колониальных ноток. 
В опросе, проведённом Эннаджи летом 2000—2002 годов, 58 % всех респондентов заявили, что английский стал их любимым иностранным языком, так как он международный. Хитер Ли Мулайсон, автор «Morocco — The New Era of Moroccan Libraries», сообщил в 2012 году, что марокканское общество всё больше принимает английский как лингва франка.
В июле 2023 года Министерство образования приняло решение о постепенном обобщении изучения английского языка в средней школе..